# أحمد عبد الغفور السامرائي
أحمد عبد الغفور السامرائي (1955-2024)، عالم مسلم عراقي شغل منصب رئيس ديوان الوقف السني للفترة (2005-2013).

## ولادته ونشأته
الشيخ أحمد بن عبد الغفور السامرائي، ولد في مدينة سامراء في العراق عام 1375 هـ/1955م، ونشأ في عائلة تتولى مشيخة إحدى الطرق الصوفية من آل غلام الرفاعية، لكنه اتخذ خطًّا بعيدًا عن منهج عائلته.

## دراسته وتحصيله
أنهى دراسته الثانوية عام 1975م. طلب العلم الشرعي على علماء بغداد. تخرج في معهد إعداد المعلمين ثم تقدم للدراسة في كلية العلوم الاسلامية عام 1993م، وحصل على شهادة البكالوريوس في عام 1998م، وبتقدير امتياز. حصل على شهادة الماجستير في التاريخ الإسلامي من معهد التاريخ العربي والتراث العلمي للدراسات العليا عام 2001م. نال شهادة الدكتوراه عام 2003م من نفس معهد التاريخ العربي والتراث العلمي.

## أنشطته ووظائفه
عمل في التعليم الابتدائي لسنوات طويلة كمعلم في مدارس سامراء.
كلف بالخطابة في مساجد سامراء، واشتهر بخطبه الحماسية في جامع الإمام الغزالي في سامراء منذ عام 1985م ومساجد بغداد ولاسيما جامع الاخوة الصالحين، وله برامج إذاعية متعددة بلغت أكثر من مئتين حلقة اذيعت من اذاعة بغداد قبل عام 2003.
شارك في مؤتمرات علمية وله ما يزيد على مئتين وخمسين حلقة تلفزيونية في موضوعات وحوارات في الشؤون الإسلامية في داخل العراق وخارجه.
في شهر آب من عام 2005م عين في منصب رئيس ديوان الوقف السني في العراق وهو منصب بدرجة وزير،
ثم احيل على التقاعد في عام 2013، وعين بدلا منه الشيخ محمود الصميدعي بالوكالة.

## وفاته
توفي الشيخ أحمد السامرائي إثر مرض عضال في إحدى مستشفيات عمّان في يوم السبت الموافق 15 شعبان 1445 هـ/ 24 شباط 2024.